# Stark Future
Stark Future es una empresa de tecnología, que fabrica motocicletas eléctricas. La compañía es conocida por su primera motocicleta de producción: la moto de motocross eléctrica Stark VARG.

## Historia
Stark Future fue fundada en 2019 por Anton Wass (CEO) y Paul Soucy (CTO). La empresa tiene raíces suecas y está ubicada en Viladecans, Cataluña, España. El equipo de la compañía tiene al ex campeón mundial de motocross Seb Tortelli como gerente de pruebas.
Stark en sueco significa "fuerte", y el nombre representa el propósito de la empresa. Stark Future se esfuerza por reducir las emisiones y la contaminación mediante el diseño y la construcción de nuevas tecnologías para ayudar a salvar el medio ambiente.

## Producto
El 14 de diciembre de 2021, la empresa lanzó su primera motocicleta eléctrica: la Stark VARG (en sueco, "lobo fuerte").
La motocicleta genera 80 caballos de fuerza y tiene un motor casi silencioso, un tablero de teléfono inteligente y una aplicación de configuración de motocicletas. Se utilizaron ocho patentes de Stark Future en el desarrollo del vehículo.
Las ventas anticipadas de la motocicleta eléctrica de motocross Stark VARG alcanzaron los 9 millones de euros en las primeras 24 horas posteriores al anuncio de la motocicleta. En el primer mes, Stark Future ganó 50 millones de euros. La empresa vendió más de 5.000 motocicletas en menos de dos meses después de su lanzamiento.